# Hilton Singapore Orchard
Hilton Singapore Orchard är ett hotell i Singapore som öppnade som The Mandarin Singapore år 1971. Den äldsta  delen, som är 144 meter hög med 36 våningar, kompletterades två år senare med en 152 meter hög byggnad med 40 våningar och hotellet blev därmed Singapores högsta byggnad.
År 1980 utökades hotellet med ytterligare en byggnad, som senare har byggt till. Det har mer än 1 000 rum och överst i den högsta byggnaden fanns tidigare en roterande restaurang. Hotellet har renoverats och bytt ägare flera gånger och år 2022 kommer det att öppna som Hilton Singapore Orchard efter att ha renoverats för 90 miljoner dollar.